# Унаї Емері
Унаї Емері Ечегоєн (ісп. Unai Emery; нар. 3 листопада 1971, Ондаррибія) — іспанський футболіст, що грав на позиції півзахисника. Майже усю ігрову кар'єру провів у нижчих іспанських дивізіонах, провівши в Ла Лізі лише 5 матчів.
По завершенні ігрової кар'єри — футбольний тренер. Як тренер відомий насамперед роботою у низці іспанських клубів Ла Ліги, зокрема «Валенсії» і «Севільї», з останньою з яких став автором непересічного досягнення — перемоги у трьох розіграшах Ліги Європи УЄФА поспіль. З 23 липня 2020 року — головний тренер іспанського «Вільярреала», а з 24 жовтня 2022 року англійського клубу «Астон Вілла».

## Ігрова кар'єра
Вихованець клубу «Реал Сосьєдад», в другій команді якого Емері дебютував 1990 року, в якій провів шість сезонів, взявши участь у 39 матчах чемпіонату. У сезоні 1995-96 провів 5 матчів та забив один гол за основну команду «Реал Сосьєдад» в Ла Лізі.
Після цього виступав в клубах Сегунди «Толедо», «Расінг Ферроль» та «Леганес».
Завершив професійну ігрову кар'єру клубі «Лорка Депортіва» з Сегунди Б, за яку виступав протягом сезону 2003-04 років.

## Кар'єра тренера

### Початок роботи
Після закінчення кар'єри футболіста Унаї Емері отримав від керівництва свого тодішнього клубу «Лорка Депортіва» пропозицію зайняти вакантний пост головного тренера. Перший же сезон був для молодого тренера успішним: команда під його керівництвом зайняла 4-е місце в дивізіоні, піднявшись з Сегунди Б до Сегунди. Не менш успішним був і наступний сезон: «Лорка» посіла достатньо високе для новачка 5-е місце, а сам Унаї Емері заслужено отримав приз Мігеля Муньйоса як найкращий тренер дивізіону.

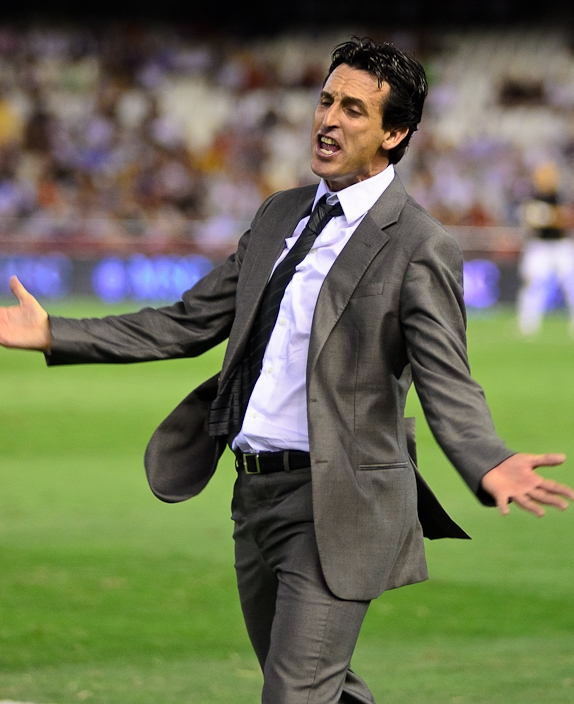
Унаї Емері під час тренування «Валенсії». 27 серпня 2011 року

Наступний сезон Унаї Емері почав у новій команді: його запросила «Альмерія» з Сегунди. З ним команда, яка всього 5 років тому грала в Сегунді Б, вийшла в Ла Лігу, а Унаї Емері другий рік поспіль був названий найкращим тренером дивізіону. Дебютний для тренера та команди сезон у Прімері в цілому був успішним: «Альмерія» закріпилася в лізі, зайнявши 8-е місце, а Унаї Емері після закінчення сезону отримав пропозицію очолити один із грандів іспанського футболу — «Валенсію».

### «Валенсія»
22 травня 2008 року тренер підписав з «Валенсією» контракт на 2 роки. Попри те, що перший сезон «Валенсії» під керівництвом молодого тренера вийшов нерівним — команда довгий час йшла в лідируючій групі, але під кінець сезону, зазнавши ряд поразок, скотилася на підсумкове 6-е місце — керівництво клубу запевнило, що кредит довіри не вичерпаний і Унаї Емері продовжить роботу на своїй посаді і в наступному сезоні. У травні 2010 року, ще до закінчення сезону 2009/10 (за підсумками якого «Валенсія» посіла 3-є місце та домоглася права виступати в наступному розіграші Ліги чемпіонів УЄФА), Унаї Емері продовжив угоду з клубом.
У травні 2012 року керівництво «Валенсії» заявило, що Емері покине команду після закінчення сезону 2011/12, а його наступником стане колишній гравець «Валенсії» та збірної Аргентини Маурісіо Пеллегріно. У свій останній сезон у «Валенсії» Емері знову привів команду до третього місця в національному чемпіонаті, а також дійшов до півфіналу Ліги Європи УЄФА після вильоту з Ліги чемпіонів на груповій стадії, де клуб поступився майбутньому переможцю турніру мадридському «Атлетіко» (2:4 і 0:1). В Кубку Іспанії «Валенсія» також вибула на стадії півфіналу, програвши за сумою 2 матчів «Барселоні» (1:1 і 0:2).

### «Спартак»
10 червня 2012 року підписав контракт з московським «Спартаком», розрахований на 2 роки. 11 червня 2012 року на клубній базі в Тарасівці відбулася прес-конференція, де Унаї був представлений представникам ЗМІ.

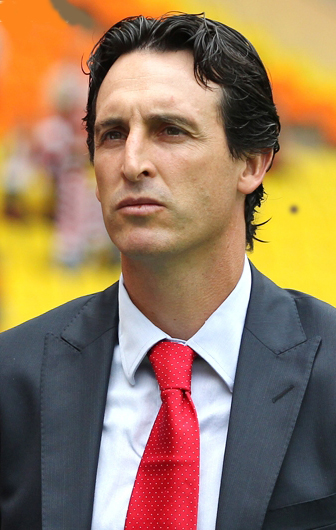
Унаї Емері під час тренування «Спартака». 18 серпня 2012 року

У першому матчі з Емері «червоно-білі» виграли у «Аланії» з рахунком 2:1. Восени 2012 року результати «Спартака» стабільністю не відрізнялися. Так, після перемоги над московським «Динамо» з рахунком 4:0 отримали гостьову поразку від «Зеніту» — 0:5. Потім був обіграний казанський «Рубін» — 2:1.
В Лізі чемпіонів сезону 2012/13 в 4-му кваліфікаційному раунді «Спартак» зустрічався з турецьким «Фенербахче» та зумів пройти суперника (2:1 вдома та 1:1 у гостях). У груповому раунді суперниками москвичів стали «Барселона», «Бенфіка» і «Селтік». Російський клуб поступився в гостях «Барселоні» (2:3), з тим же рахунком вдома «Селтіку» і обіграв вдома «Бенфіку» (2:1). В обох матчах «Спартак» у другому таймі вів у рахунку. 7 жовтня «Спартак» поступився ЦСКА в головному дербі країни з рахунком 0:2.
25 листопада 2012 року, після розгромної поразки з рахунком 1:5 від «Динамо» в рамках 17-го туру російської Прем'єр-Ліги, Унаї Емері залишив посаду головного тренера московського «Спартака». Про це повідомив на прес-конференції гендиректор клубу Валерій Карпін. Наступного дня фахівець відвідав тренування «червоно-білих». Він подякував всім футболістам та персоналу за спільну роботу, а також подякував клуб за надану можливість працювати в «Спартаку», також іспанець побажав всім успіхів та досягнення високих цілей, що стоять перед клубом. На тренерський пост знову повернувся Карпін.

### «Севілья»

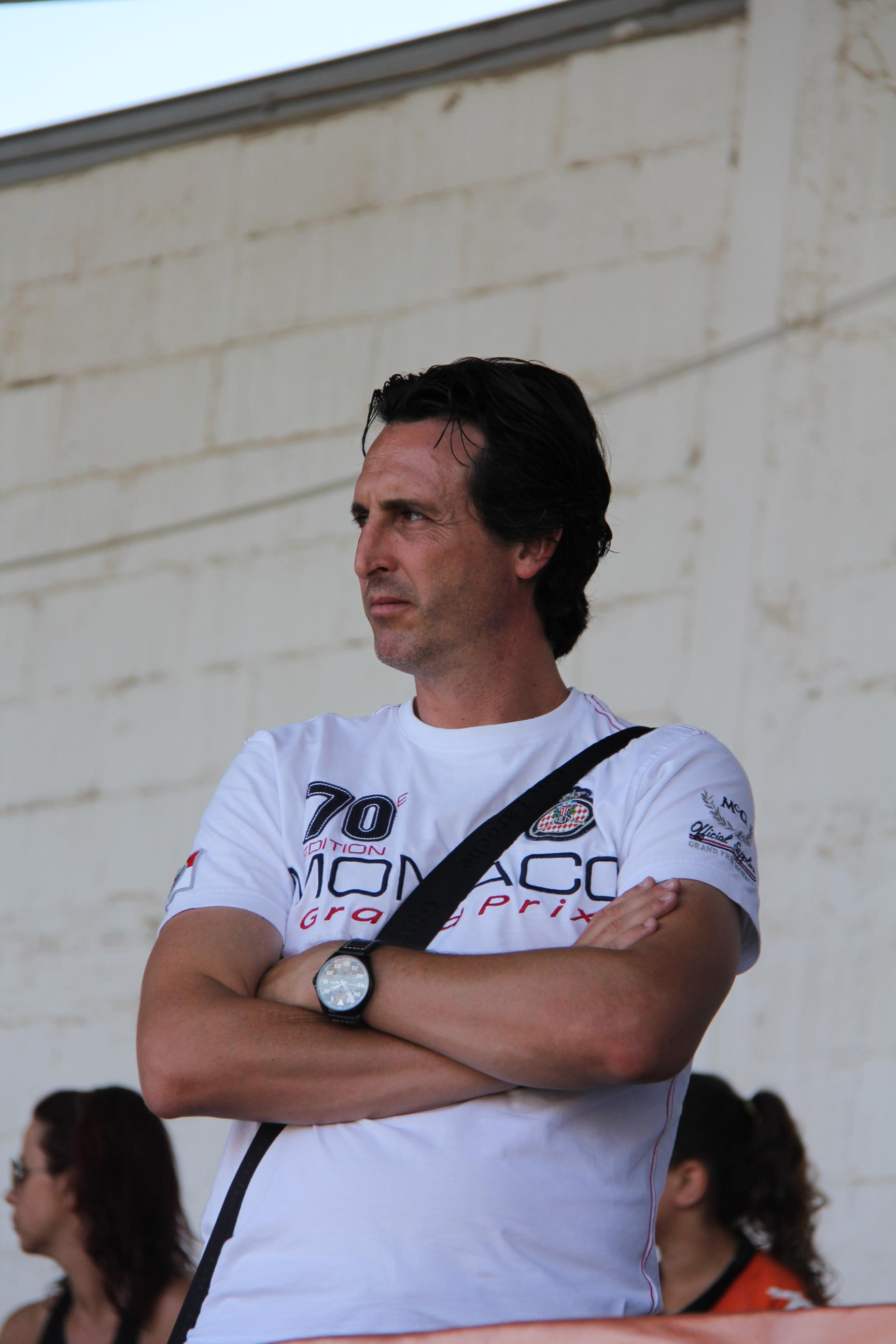
Унаї Емері у 2013 році

13 січня 2013 року Унаї був призначений головним тренером «Севільї», змінивши на цій посаді Мігеля Мічела. Контракт розрахований до 30 червня 2014 року. Президент «Севільї» заявив: «Ми знайшли ідеального тренера як мінімум на закінчення нинішнього сезону та сезон наступний. У нинішньому положенні нам потрібно думати не про майбутнє, а про кожну наступну гру. Загалом, думаю, я найняв ідеального тренера». 16 січня відбувся дебют Емері. У гостьовому матчі проти «Сарагоси» в рамках 1/4 фіналу Кубка Іспанії команда Емері зіграла в нічию — 0:0. Дебют тренера в чемпіонаті відбувся 19 січня, в якому «Севілья» поділила очки з «Хетафе». У матчі-відповіді 1/4 фіналу Кубка Іспанії проти «Сарагоси» Емері здобув свою першу перемогу на посту головного тренера андалуського клубу, розбивши противника — 4:0. Завдяки цій впевнено перемозі «Севілья» вийшла в півфінал турніру. 28 січня Емері здобув свою першу перемогу на посту «Севільї» в чемпіонаті, вигравши у «Гранади» з рахунком 3:0.
Пропрацював у Севільї три з половиною роки, протягом яких місцева команда не досягла визначних успіхів у внутрішніх змаганнях, проте мала непересічне досягнення на європейській арені, тричі поспіль вигравши Лігу Європи УЄФА — у розіграшах 2013–14, 2014–15 і 2015–16.
12 червня 2016 року оголосив про своє бажання залишити «Севілью», після чого клуб повідомив про припинення співпраці з Емері.

### «Парі Сен-Жермен»
28 червня 2016 року іспанець був призначений наступником Лорана Блана на посаді очільника тренерського штабу багаторічного лідера французької футбольної першості «Парі Сен-Жермен».
Попри виграш з клубом титулу чемпіона Франції, Емері так і не зміг досягти успіху в Лізі чемпіонів УЄФА, і влітку 2018 залишив клуб.

### «Арсенал»
У травні 2018 підписав контракт з лондонським «Арсеналом», замінивши багаторічного наставника лондонців Арсена Венгера. Сезон 2018/19 «каноніри» під керівництвом іспанця завершили на п'ятому місці турнірної таблиці Прем'єр-ліги, одною сходинкою вище за їх результат в останній рік роботи Венгера.
Початок наступного сезону команда провела також досить вдало, проте у другій половині осені 2019 року її результати погіршали, зокрема лондонці видали найгіршу з 1992 року безвиграшну серію, що тривала сім матчів в усіх турнірах. Після останнього з них, у якому «Арсенал» на домашній арені поступився в рамках групового турніру тогорічної Ліги Європи франкфуртському «Айнтрахту», 29 листопада 2019 року Емері був звільнений.

### «Вільярреал»
23 липня 2020 року Унаї Емері очолив «Вільярреал».І вже в сезоні 2020—2021 виграв «Лігу Європи».

## Особисте життя
За національністю — баск. Футболіст у третьому поколінні: і батько Хуан Емері і дід Антоніо Емері грали у футбол на професійному рівні.

## Тренерські досягнення

### Командні
- Переможець Ліги Європи (4):

«Севілья»: 2013–14, 2014–15, 2015–16
«Вільярреал»: 2020–21
- Чемпіон Франції: 2017-18
- Володар Кубка Франції: 2016-17, 2017-18
- Володар Кубка французької ліги: 2016-17, 2017-18
- Володар Суперкубка Франції: 2016, 2017

### Особисті
- Приз Мігеля Муньйоса (2) : 2006, 2007